# Hit-Monkey
Marvel's Hit-Monkey, ou simplesmente Hit-Monkey, também conhecida como Assassímio no Brasil, é uma série de televisão via streaming de animação adulta americana criada por Will Speck e Josh Gordon para o serviço de streaming Hulu, baseada no personagem da Marvel Comics de mesmo nome. A série é produzida pela Marvel Television, com Gordon e Speck servindo como showrunners.
A série é estrelada por Ally Maki, Olivia Munn, Nobi Nakanishi, Fred Tatasciore, George Takei e Jason Sudeikis. Hit-Monkey foi anunciada e encomendada pelo Hulu em fevereiro de 2019, como parte de um grupo de séries baseadas em personagens da Marvel que deveriam levar a um especial de crossover intitulado The Offenders, sendo produzido pela Marvel Television. A supervisão da série foi transferida para a Marvel Studios em dezembro de 2019, quando a Marvel Television foi incorporada a essa empresa.
Hit-Monkey foi lançado no Hulu em 17 de novembro de 2021. A série recebeu críticas geralmente positivas dos críticos por sua dublagem, cenas de ação, enredo e fidelidade ao material de origem dos quadrinhos.

## Premissa
A série segue Hit-Monkey, um macaco da neve japonês injusto cujo mentor é o fantasma de um assassino americano enquanto ele danifica o submundo do crime de Tóquio.

## Elenco

### Principal
- Ally Maki como Haruka, uma policial boa e honesta que quer lutar contra a injustiça em Tóquio.[3]
- Olivia Munn como Akiko, a sobrinha inteligente e ambiciosa de Shinji.[3]
- Nobi Nakanishi como Ito, o parceiro de Haruka que tem problemas, mas confia em Hit-Monkey.[3]
- Fred Tatasciore como Hit-Monkey, um macaco-japonês.[3]
- George Takei como Shinji Yokohama, um político gentil com muito em seus ombros.[3]
- Jason Sudeikis como Bryce, o mentor de Hit-Monkey que morre e volta para ajudá-lo como um fantasma.[4][3]

### Convidado
- Reiko Aylesworth como Maki Matsumoto / Lady Bullseye, uma assassina aterrorizante que mata sem remorso ou hesitação.[3]
  - Aylesworth também dá a voz a Yuki, um espírito ligado ao Japão que vê Hit-Monkey como um verdadeiro guerreiro.[3]
- Noshir Dalal como Fat Cobra, um grande assassino de sumô que pode produzir relâmpagos de seus pés.[3]
  - Dalal também dá a voz a Kenuichio Harada / Samurai de Prata, o maior herói do Japão que também é muito vaidoso.[5]

## Episódios
| N.º | Título                         | Dirigido por | Escrito por                      | Lançamento             |
| --- | ------------------------------ | ------------ | -------------------------------- | ---------------------- |
| 1   | "Pilot"                        | Neal Holman  | Josh Gordon e Will Speck         | 17 de novembro de 2021 |
| 2   | "Bright Lights, Big City"      | Neal Holman  | Josh Gordon e Will Speck         | 17 de novembro de 2021 |
| 3   | "Legend of the Drunken Monkey" | Neal Holman  | Keith Foglesong                  | 17 de novembro de 2021 |
| 4   | "The Code"                     | Neal Holman  | Duffy Boudreau                   | 17 de novembro de 2021 |
| 5   | "Run Monkey Run"               | Neal Holman  | Matteo Borghese e Rob Turbovsky  | 17 de novembro de 2021 |
| 6   | "The Long Goodbye"             | Neal Holman  | Albertina Rizzo                  | 17 de novembro de 2021 |
| 7   | "Sayonara Monkey"              | Neal Holman  | Ken Kobayashi                    | 17 de novembro de 2021 |
| 8   | "Home Sweet Home"              | Neal Holman  | Paul Levitt                      | 17 de novembro de 2021 |
| 9   | "The End: Part One"            | Neal Holman  | Duffy Boudreau e Keith Foglesong | 17 de novembro de 2021 |
| 10  | "The End: Part Two"            | Neal Holman  | Josh Gordon e Will Speck         | 17 de novembro de 2021 |

## Produção

### Desenvolvimento
Em fevereiro de 2019, foi anunciado que a Marvel Television estava desenvolvendo uma série de animação para adultos baseada em Hit-Monkey, com um pedido de série no Hulu, junto com M.O.D.O.K. e outras baseadas em Tigra e Dazzler, e Howard the Duck, que pretendiam levar a um especial de crossover intitulado The Offenders. A série foi criada por Will Speck e Josh Gordon, ambos os quais deveriam escrever para a série e produzir executivo ao lado de Jeph Loeb. Em dezembro de 2019, a Marvel Television foi convertida na Marvel Studios, que conduziu a supervisão subsequente da série. No mês seguinte, a Marvel decidiu não avançar com Howard the Duck, Tigra & Dazzler e The Offenders, com M.O.D.O.K. e Hit Monkey continuando conforme planejado. Em maio de 2021, o co-criador de M.O.D.O.K., Jordan Blum, revelou que a série teria um estilo de animação diferente de M.O.D.O.K.. Em janeiro de 2022, o chefe de conteúdo do Hulu, Craig Erwich, afirmou que as temporadas adicionais de Hit Monkey seriam determinadas exclusivamente pela equipe da Marvel Studios.

### Seleção de elenco
Em setembro de 2021, foi revelado que Jason Sudeikis daria a voz de Bryce, junto com Fred Tatasciore como Hit-Monkey, com George Takei, Olivia Munn, Ally Maki e Nobi Nakanishi também estrelando.

## Lançamento
Hit Monkey foi lançado em 17 de novembro de 2021 no Hulu nos Estados Unidos. Internacionalmente, a série foi lançada em 26 de janeiro de 2022 no Disney+ (via Star), Disney+ Hotstar na Índia e Sudeste Asiático e Star+ na América Latina.